# Kanic itajara
Kanic itajara (Epinephelus itajara), dříve židovská ryba, je jedna z největších mořských ryb. Dorůstá délky okolo tří metrů, rekordní ulovený kus vážil 309 kg. Vyskytuje se v tropické části Atlantiku od Floridy přes Karibik po Brazílii, okolo Azorských ostrovů a v Africe od Senegalu po Kongo. Způsobem života je noční dravec, vyhledává zvláště mangrovy. Pro svou zvídavou a nebojácnou povahu je snadným úlovkem. V důsledku intenzivního rybolovu se jeho stavy snižují, takže ho Mezinárodní svaz ochrany přírody zařadil jako zranitelný druh.
Itajara je postupný hermafrodit; všichni jedinci se rodí jako samice a pouze z těch, kteří se dožijí zhruba šesti let věku a dorostou do větší než metrové délky, se automaticky stanou samci.[zdroj?] Zbarvení přechází od světle olivové až do temně hnědé, ale tento druh je obvykle rozlišitelný podle malých tmavých skvrnek na těle i na ploutvích, šikmých pruhů (zejména u mladých jedinců) a zakulacené ocasní ploutve.